# Chondrina arigonoides
Chondrina arigonoides is een slakkensoort uit de familie van de Chondrinidae. De wetenschappelijke naam van de soort is voor het eerst geldig gepubliceerd in 2010 door Kokshoorn & E. Gittenberger.